# لاري ماكفيل
لاري ماكفيل (بالإنجليزية: Larry McPhail)‏ (27 أغسطس 1968 في الولايات المتحدة - ) هو لاعب كرة قدم أمريكي في مركز الهجوم. شارك مع منتخب الولايات المتحدة تحت 17 سنة لكرة القدم. أما مع النوادي، فقد لعب مع Colorado Foxes ‏ وDallas Rockets ‏.

## وصلات خارجية
- لاري ماكفيل على موقع الاتحاد الدولي (مؤرشف)  (الإنجليزية)